# Bayonet Point
Bayonet Point è un census-designated place (CDP) degli Stati Uniti d'America, in particolare nella Contea di Pasco.